# بيتر براون (سياسي)
بيتر براون هو سياسي كندي، ولد في 1790، وتوفي في 28 ديسمبر 1845.